# ボゴール目標
ボゴール目標（Bogor goals）は、1994年11月にインドネシア・ボゴールの大統領宮殿で開催された第6回APEC首脳会議において採択された、「APEC経済首脳の共通の宣言」（ボゴール宣言）で掲げられた目標である。

## 概要
「先進エコノミー（オーストラリア、カナダ、日本、ニュージーランド、米国）は遅くとも2010年までに、また、途上エコノミー（チリ、中国香港、韓国、マレーシア、メキシコ、ペルー、シンガポール、チャイニーズ・タイペイ）は遅くとも2020年までに自由で開かれた貿易及び投資という目標を達成する」というもの。
この目標は，貿易及び投資に対する障壁を更に削減し、財、サービスおよび資本の自由な流れを促進することによって迅速に追及され、関税及び貿易に関する一般協定（GATT）に整合的な方法によって達成することとされている。

## 経過
先進エコノミーの目標達成年である2010年11月に神奈川県横浜市で開催された第22回APEC首脳会議では、首脳宣言「横浜ビジョン～ボゴール、そしてボゴールを超えて」において、ボゴール目標に向けた進展を確認し、13エコノミーが目標の達成に向けた顕著な進展を遂げたことが報告された。